# فضاء تيكونوف
في الطوبولوجيا والمجالات المتعلقة بها من الرياضيات، فضاء تيكونوف (بالإنجليزية: Tychonoff space)‏ هو نوع من الفضاءات الطوبولوجية.
سمى هذا الفضاء هكذا نسبة إلى أندريه تيخونوف. انظر إلى بديهية الفصل.